# 秋 そばにいるよ
『秋 そばにいるよ』（あき そばにいるよ）は、aikoのメジャー通算4枚目のオリジナル・アルバム。 2002年9月4日にポニーキャニオンから発売された。

## 解説
シングル「おやすみなさい」「あなたと握手」「今度までには」を含む全13曲を収録。
初回限定盤のみカラートレイ仕様。
本作のみ初回限定盤・通常盤の規格番号が異なり、初回限定盤：PCCA-01777、通常盤：PCCA-01778。
2005年6月29日には高音質なSACD（スーパーオーディオCD）として再リリースされている。
2008年3月12日「aiko 10th Anniversary ちょっと嬉しいHappy Surprise vol.1」として初回限定仕様盤に本人デザインのオリジナルステッカーを封入して復刻リリース。タイトル文字は黄色に変更されている。
2023年7月17日に、『小さな丸い好日』『桜の木の下』『夏服』と共にLPレコード規格で発売された。

## トラックリスト
| 全作詞・作曲: AIKO。 |                         |           |            |          |      |
| #                    | タイトル                | 作詞      | 作曲・編曲 | 編曲     | 時間 |
| 1.                   | 「マント」              | AIKO      | AIKO       | 島田昌典 | 4:14 |
| 2.                   | 「赤いランプ」          | AIKO      | AIKO       | 島田昌典 | 6:17 |
| 3.                   | 「海の終わり」          | AIKO      | AIKO       | 島田昌典 | 5:53 |
| 4.                   | 「陽と陰」              | AIKO      | AIKO       | 島田昌典 | 4:03 |
| 5.                   | 「鳩になりたい」        | AIKO      | AIKO       | 島田昌典 | 4:30 |
| 6.                   | 「おやすみなさい」      | AIKO      | AIKO       | 島田昌典 | 5:55 |
| 7.                   | 「今度までには」        | AIKO      | AIKO       | 吉俣良   | 4:23 |
| 8.                   | 「クローゼット」        | AIKO      | AIKO       | 吉俣良   | 3:03 |
| 9.                   | 「あなたと握手」        | AIKO      | AIKO       | 島田昌典 | 4:29 |
| 10.                  | 「相合傘（汗かきMix）」 | AIKO      | AIKO       | 吉俣良   | 4:04 |
| 11.                  | 「それだけ」            | AIKO      | AIKO       | 島田昌典 | 4:44 |
| 12.                  | 「木星」                | AIKO      | AIKO       | 吉俣良   | 5:01 |
| 13.                  | 「心に乙女」            | AIKO      | AIKO       | 吉俣良   | 3:34 |
| 合計時間:            | 合計時間:               | 合計時間: | 60:10      |          |      |

## 曲解説
1. マント
2. 赤いランプ
3. 海の終わり
4. 陽と陰
9thシングル『おやすみなさい』のC/W。
5. 鳩になりたい
6. おやすみなさい
フジテレビ系列「さよなら、小津先生」エンディングテーマ
9thシングル。
7. 今度までには
11thシングル。
8. クローゼット
9. あなたと握手
森永乳業「ラクトフェリンヨーグルト」CMソング。
10thシングル。
10. 相合傘（汗かきMix）
3rdシングル『花火』C/Wのリミックス・ヴァージョン。
11. それだけ
テレビ朝日系ドラマ『科捜研の女』第4シーズン・エンディングテーマ。
12. 木星
13. 心に乙女

## 演奏
- aiko：Vocals&All Background Vocals
- 島田昌典
  - Piano (#1-6.9.11.12)
  - Hammond (#2.11)
  - Organ (#5)
  - Rhodes (#6.12)
  - Guitars (#6.9)
  - Mellotron (#11)
  - Programming (#1.3.11.12)
- 佐野康夫：Drums (#1.12)
- スティング宮本：Bass (#1.2.6)
- 狩野良昭
  - Guitars (#1-12)
  - Acoustic Guitar (#13)
- 白石幸司・谷口英治：Clarinet (#1)
- 下神竜哉：Trumpet (#1)
- 小坂武巳：Trombone (#1)
- 竹野昌邦：Sax (#1)
- 南浩之・丸山勉：Horn (#1)
- 村石雅行：Drums (#2)
- 三沢またろう：Tambourine (#2)
- 弦一徹ストリングス：Strings (#3.6.9.12)
- 松永俊弥：Drums (#3.6.11)
- 美久月千晴：Bass (#3.5.9)
- 河村智康：Drums (#4.7.9.10)
- 小野田清文：Bass (#4.7.8.12)
- 小田原豊：Drums (#5)
- クラッシャー木村ストリングス：Strings (#7)
- 吉俣良
  - Piano (#7)
  - Honky-tonk Piano (#8)
  - Hammond (#10)
- 佐々木史郎・清水康弘・遠山拓志：Trumpet (#8)
- 河合わかば：Trombone (#8)
- 織田浩司・吉田治：Tenor Sax (#8)
- 本田雅人：Alto Sax (#8)
- 関島岳郎：Tuba (#8)
- 梯郁夫：Percussion (#8)
- aiko with はるちゃんに敬礼隊：Hand Claps (#8)
- 大石真理恵：Timpani (#9)
- 朝川朋之：Harp (#9)
- 恵美直也：Bass (#10)
- 渡辺茂：Bass (#11)
- 武藤ストリングス：Strings (#12)